# Hanni Schall
Hanni Schall (Viena) é uma atriz e modelo austríaca, vencedora do título de Miss Europa de 1950.

## Biografia
Nascida em Viena, capital da Áustria, Schall foi coroada com o Miss Europa em 9 de setembro de 1950 realizada em Rimini, na Itália, onde a representante austríaca levou a melhor sobre outras doze concorrentes, superando a italiana Giovanna Pala e a sueca Ebbe Adrian.
Anteriormente, no início do ano, foi vencedora do Miss Áustria de 1950.

## Filmografia
| Ano  | Filme                                    | Personagem     |
| ---- | ---------------------------------------- | -------------- |
| 1951 | Johannes und die 13 Schönheitsköniginnen | Miss Austria   |
| 1953 | Der Verschwender                         | Fee Cheristane |
| 1954 | Ein Haus voll Liebe                      |                |